# Cardiodictyon catenulum
Cardiodictyon catenulum — кембрийское морское беспозвоночное отряда Scleronichophora типа Xenusia из клады линяющих, обитавшее около 525 миллионов лет назад в кембрийском море на территории провинции Юньнань в Китае. В фоссилизированном состоянии сохранилась нервная система, в том числе головной мозг, кой оказался несегментированным, таким образом опровергнув существовавшие с 1880-х годов предположения учёных о сегментированном строении мозга древних линяющих (что раньше, согласно Николасу Штраусфельду, подтверждалось у ранее обнаруженных представителей этой группы - лобопод и членистоногих) и о том, что мозг не может окаменеть, кроме того, это был древнейший окаменевший мозг. 

## Описание
Длина - 1,5 м. Мозг Cardiodictyon catenulum состоял из трёх частей, каждая из коих была связана с парой головных придатков и частью передней пищеварительной системы. В каждом сегменте тела кардиодиктиона метамерно повторялись ганглии. Мозг и нервная система этого удивительного организма развивались независимо друг от друга, чем предлагается объяснять контраст между сегментированной нервной системой и несегментированным мозгом.